# تپه دولی
تپه دولی مربوط به سده‌های اولیه و میانه دوران‌های تاریخی پس از اسلام است و در شهرستان کبودرآهنگ، بخش شیرین سو، دهستان مهربان علیا، ۳۵۰ مغرب روستای دولی واقع شده و این اثر در تاریخ ۳۰ بهمن ۱۳۸۶ با شمارهٔ ثبت ۲۱۱۸۳ به‌عنوان یکی از آثار ملی ایران به ثبت رسیده است.